# Kaleva livida
Kaleva livida är en stekelart som beskrevs av Graham 1957. Kaleva livida ingår i släktet Kaleva och familjen puppglanssteklar. Arten är reproducerande i Sverige. Inga underarter finns listade i Catalogue of Life.